# Kartik Kumar
Kartik Kumar (Distretto di Saharanpur, 12 maggio 1999) è un mezzofondista indiano.

## Palmarès
| Anno | Manifestazione    | Sede     | Evento         | Risultato | Prestazione | Note                          |
| ---- | ----------------- | -------- | -------------- | --------- | ----------- | ----------------------------- |
| 2023 | Giochi asiatici   | Hangzhou | 10000 m piani  | Argento   | 28'15"38    | Miglior prestazione personale |
| 2024 | Mondiali di cross | Belgrado | Corsa seniores | 45º       | 30'09"      |                               |

## Campionati nazionali
2019
- 5º ai campionati indiani, 10000 m piani - 30'19"27

2021
- Oro ai campionati indiani, 10000 m piani - 29'42"63
- 4º ai campionati indiani, 5000 m piani - 14'24"82
- Oro ai campionati indiani under-23, 10000 m piani - 30'41"66

2023
- Oro ai campionati indiani, 10000 m piani - 29'01"84

2024
- Oro ai campionati indiani, 10000 m piani - 29'50"11

## Altre competizioni internazionali
2019
- 18º alla Mezza maratona di Delhi ( Nuova Delhi) - 1h06'35"

2022
- 15º alla Mezza maratona di Delhi ( Nuova Delhi) - 1h04'00"
- 16º alla World 10K Bangalore ( Bangalore) - 30'06"

2023
- 5º ai Campionati asiatici di mezza maratona ( Dubai) - 1h05'21"
- 11º alla Mezza maratona di Delhi ( Nuova Delhi) - 1h04'08"